# Лучинка (приток Лиственки)
Лучинка — река в России, протекает в Порховском районе Псковской области, небольшой участок русла реки без населённых пунктов находится в Островском районе. Устье реки находится в 26 км по правому берегу реки Лиственка. Длина реки — 24 км, площадь водосборного бассейна — 124 км².
В 4 км от устья, по правому берегу реки впадает река Сница.
По берегам реки стоят деревни Славковской волости: Травино, Мохновка, Тереховка, Калиницы, Колехново, Долганы и Степаново, Фишиха.

## Данные водного реестра
По данным государственного водного реестра России относится к Балтийскому бассейновому округу, водохозяйственный участок реки — Великая. Относится к речному бассейну реки Нарва (российская часть бассейна).
Код объекта в государственном водном реестре — 01030000212102000029218.